# Apax Partners
 Apax Partners LLP — британская частная инвестиционная компания со штаб-квартирой в Лондоне, Англия.  Компания также имеет шесть офисов в других странах: в Нью-Йорке, Гонконге, Мумбаи, Тель-Авиве, Мюнхене и Шанхае.  Фирма, включая ее различных предшественников, с 1981 года привлекла около 51 миллиарда долларов США.  Apax Partners - одна из старейших и крупнейших частных инвестиционных компаний, работающих на международном уровне, входит в число четырнадцати крупнейших частных инвестиционных компаний мира.
Apax инвестирует исключительно в конкретные сектора бизнеса, а именно в: телекоммуникации, информационные технологии, розничную торговлю и производство потребительских товаров, здравоохранение, финансовые услуги для бизнеса.
Apax мобилизует капитал для своих инвестиционных фондов за счет институциональных инвесторов, в том числе корпоративных и общественных пенсионных фондов, университетов и колледжей капиталов некоммерческих организаций, фондов и фонда фондов . Один из соучредителей фирмы, Алан Патрикоф, был одним из первых инвесторов Apple Computer и America Online (AOL).

## История
Apax Partners Worldwide — результат объединения трех фирм:
- Patricof & Co., основанная в 1969 году в Нью-Йорке пионером венчурного капитала Аланом Патрикофом;
- Многонациональная группа управления (MMG), основанная в 1972 году сэром Рональдом Коэном и Морисом Ченио[6];
- Saunders Karp & Megrue, основанная в 1988 году Томасом А. Сондерсом III и Алланом В. Карпом, а в 1992 году к нему присоединился Джон Мегрю.

В 1969 году Алан Патрикоф основал фирму Patricof & Co., специализирующуюся на венчурных инвестициях, главным образом в небольшие компании на ранней стадии развития. Патрикоф, один из первых венчурных капиталистов, принимал участие в разработке многих крупных компаний, включая America Online, Office Depot, Cadence Design Systems, Apple Computer и FORE Systems.
Между тем, в 1972 году сэр Рональд Коэн и Морис Ченио вместе с двумя другими партнерами основали Многонациональную группу управления (MMG) с офисами в Лондоне, Париже и Чикаго. Изначально MMG была основана как консультационная фирма, работающая с небольшими развивающимися компаниями, а не как инвестиционная фирма. Тем не менее, MMG изначально боролась за усиление на фоне негативных экономических условий, особенно в Великобритании в середине 1970-х годов.
К 1977 году Коэну и Ченио понадобился партнер, чтобы сделать их фирму более молодой и энергичной. Коэн обратился к Алану Патрикофу с просьбой присоединиться к ним и управлять инвестициями новой фирмы в США. Новая фирма стала известна как Alan Patricof Associates (APA),  и в конечном итоге стала известна как Apax Partners. После слияния MMG отказалась от консультационного бизнеса, и новая фирма сместила свое внимание исключительно на венчурные инвестиции в стартапы.  
На протяжении 1980-х годов фирма неуклонно росла, привлекая капитал в рамках ряда отдельных фондов. В 1980-х годах фирма представила свой первый венчурный фонд поздней стадии в 1984 году, свой первый фонд капиталовложений в 1987 году и свой первый выделенный европейский заемный фонд выкупа MMG Patricof European Buy-In Fund в 1989 году.  В ответ на изменяющиеся условия в отрасли венчурного капитала в 1980-х годах Apax (и другие фирмы раннего венчурного капитала, включая Warburg Pincus и JH Whitney & Company ) начали переходить от венчурного капитала к выкупам с привлечением заемных средств и инвестициям с ростом капитала, мода в этом десятилетии . Эта тенденция была более распространенной в Европе, чем в США, где Патрикоф предпочитал продолжать фокусироваться на венчурных инвестициях.
В 1991 году Apax Partners стала официальным названием для всех своих европейских операций, однако американский бизнес все еще работал под именем Patricof & Co. К середине 1990-х годов Apax стала одной из крупнейших частных инвестиционных компаний в мире.
В 2000 году Patricof & Co. приняла бренд Apax Partners и официально оформила свою связь с европейским бизнесом. Американский бизнес будет работать как Apax Partners, Inc.  В следующем году Патрикоф отошел от повседневного управления Apax Partners, Inc., являющейся подразделением компании в США, чтобы вернуться к своей первоначальной цели инвестирования венчурного капитала в небольшие компании ранней стадии. В 2006 году Патрикоф покинул Apax, чтобы сформировать Greycroft Partners, которая специализируется на небольших венчурных инвестициях на ранней стадии.
Несмотря на более тесные отношения между командами США и Европы, фирма по-прежнему управляла отдельными фондами для каждой географии. Европейская сторона бизнеса начала отказываться от обязательств по капиталу, собрав более 5 миллиардов долларов для своего винтажного европейского фонда 2004 года и всего 1 миллиард долларов для своего винтажного фонда США 2006 года.
В 2005 году Apax объявила о приобретении фирмы Сондерс Karp & Megrue, которая занималась финансируемым выкупом. Saunders Karp, ранее базировавшийся в Стэмфорде, штат Коннектикут, была основана в 1989 году Томасом А. Сондерсом III и Алланом В. Карпом. Джон Мегрю, который сегодня является сопредседателем Bridgewater Associates, до прихода в Saunders Karp в 1992 году работал директором в Patricof & Co . Сондерс Карп получил капитальные обязательства от институциональных инвесторов, среди которых, среди прочих, корпорация AT &amp; T, пенсионный фонд General Electric, группа Private Equity Goldman Sachs, партнеры HarbourVest, управление активами JP Morgan Fleming, общий пенсионный фонд штата Нью-Йорк и Verizon.